# Massif Gallieni
Le massif Gallieni est un massif de l'île de Grande Terre (archipel des Kerguelen), situé sur la péninsule Rallier du Baty. Il culmine au Grand Ross (1 850 m), ce qui en fait le plus haut massif de l'archipel des Kerguelen. Ses autres sommets principaux sont le Petit Ross (1 721 m), le dôme du Père Gaspard (1 063 m) et le Grand Gendarme (995 m). Il compte aussi d'importants glaciers, comme le glacier Buffon.